# Italo Toni
Italo Toni (Sassoferrato, 31 gennaio 1930 –   scomparso a Beirut il 2 settembre 1980) è stato un giornalista italiano rapito in Libano con la collega Graziella De Palo nel settembre 1980 e da allora mai più ritrovato.

## Biografia
Nato a Sassoferrato nel 1930 da una famiglia di artigiani del ferro, divenne maestro elementare, ma dopo pochi anni lasciò l'insegnamento e si trasferì a Roma. Ha lavorato per La conquista, Il Ponte, L'Astrolabio, Aut e Mensile. Da sempre interessato alle vicende del Vicino Oriente, viaggia molto nei paesi dell'area. Suo è lo scoop giornalistico, pubblicato nel 1968 da Paris Match, che rivela al mondo l'esistenza dei primi campi di addestramento della guerriglia palestinese. Nel 1980, insieme alla sua compagna e collaboratrice Graziella De Palo (con la quale aveva da poco dato alle stampe un libro inchiesta su Che Guevara), prepara un nuovo viaggio in Libano, per trovare nuove informazioni e testimonianze. Si reca nel territorio libanese come redattore dei Diari, catena di giornali regionali che l'editore Parretti in quegli anni stava lanciando in Italia. 
La mattina del 2 settembre 1980 i due giornalisti, da dieci giorni a Beirut per documentare le condizioni di vita dei profughi palestinesi e la situazione politico-militare mediorientale, escono dal loro albergo per recarsi con una jeep del Fronte Democratico per la Liberazione della Palestina di Nayef Hawatmeh nei pressi del castello di Beaufort, su una delle linee di fuoco che oppone i palestinesi agli israeliani e ai loro alleati. Il giorno prima, Italo e Graziella, avevano ritenuto opportuno comunicare la loro intenzione di viaggio all'ambasciata italiana, chiedendo espressamente di essere cercati se non fossero rientrati nell'albergo di Beirut, il "Triumph", entro tre giorni. Dalla mattina del giorno dopo si perdono per sempre le loro tracce: la versione più accreditata parla di una jeep che tende loro un'imboscata, spacciandosi per quella del Fronte Democratico che realmente attendevano, e a bordo della quale avrebbe dovuto trovarsi la militante italiana aderente al Fronte Democratico Piera Redaelli.

## Eventi successivi
Nel 1984 sulla vicenda il governo italiano appose il segreto di Stato.
Il caso della scomparsa di Toni e della De Palo, è stato più volte trattato dal programma televisivo Chi l'ha visto? e altri.
La loro scomparsa è stata oggetto di una memoria presso l'Unione nazionale cronisti italiani; inoltre, grazie a petizioni firmate su iniziativa dell'Ordine dei giornalisti delle Marche, il segreto di Stato è stato parzialmente rimosso nel 2014, per alcuni documenti riguardanti la sparizione di Toni e della De Palo.
Nel dicembre 2019 la procura di Roma riapre l'inchiesta.

## Opere
- Graziella De Palo e Italo Toni, Quale movimento. Polemica su Che Guevara, Milano, Mazzotta, 1978.

## Riconoscimenti
- Premio Antonio Russo
  - 2009 – Premio speciale alla memoria[3]

## Nei media
- La storia siamo noi - Un mistero di Stato. Il caso Toni-De Palo, regia di Amedeo Ricucci (2008)[4]